# Strangalidium linsleyanum
Strangalidium linsleyanum är en skalbaggsart som beskrevs av Giesbert 1985. Strangalidium linsleyanum ingår i släktet Strangalidium och familjen långhorningar.
Artens utbredningsområde är Panama. Inga underarter finns listade i Catalogue of Life.